# Dorfkirche Stobra

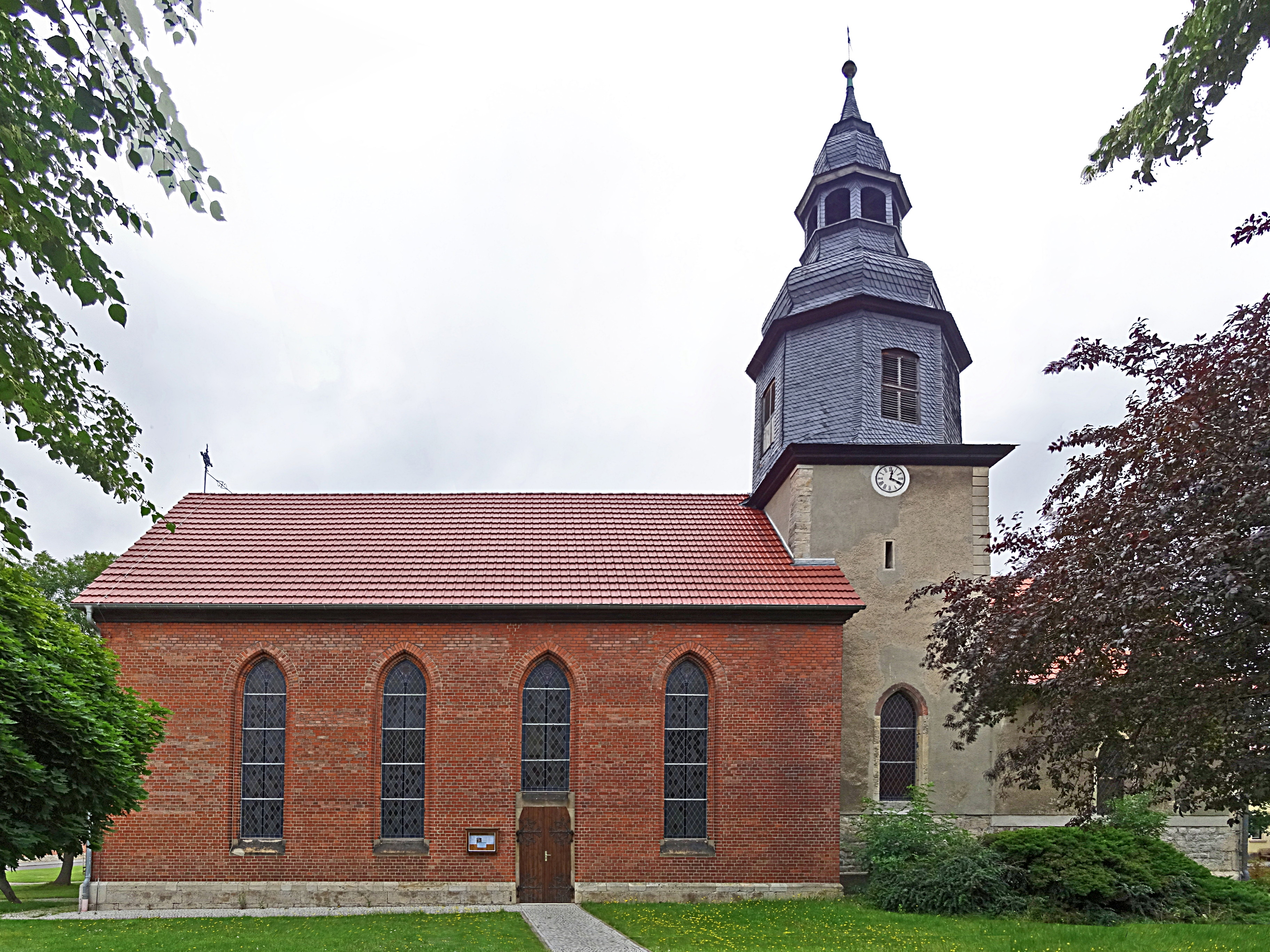
Dorfkirche Stobra

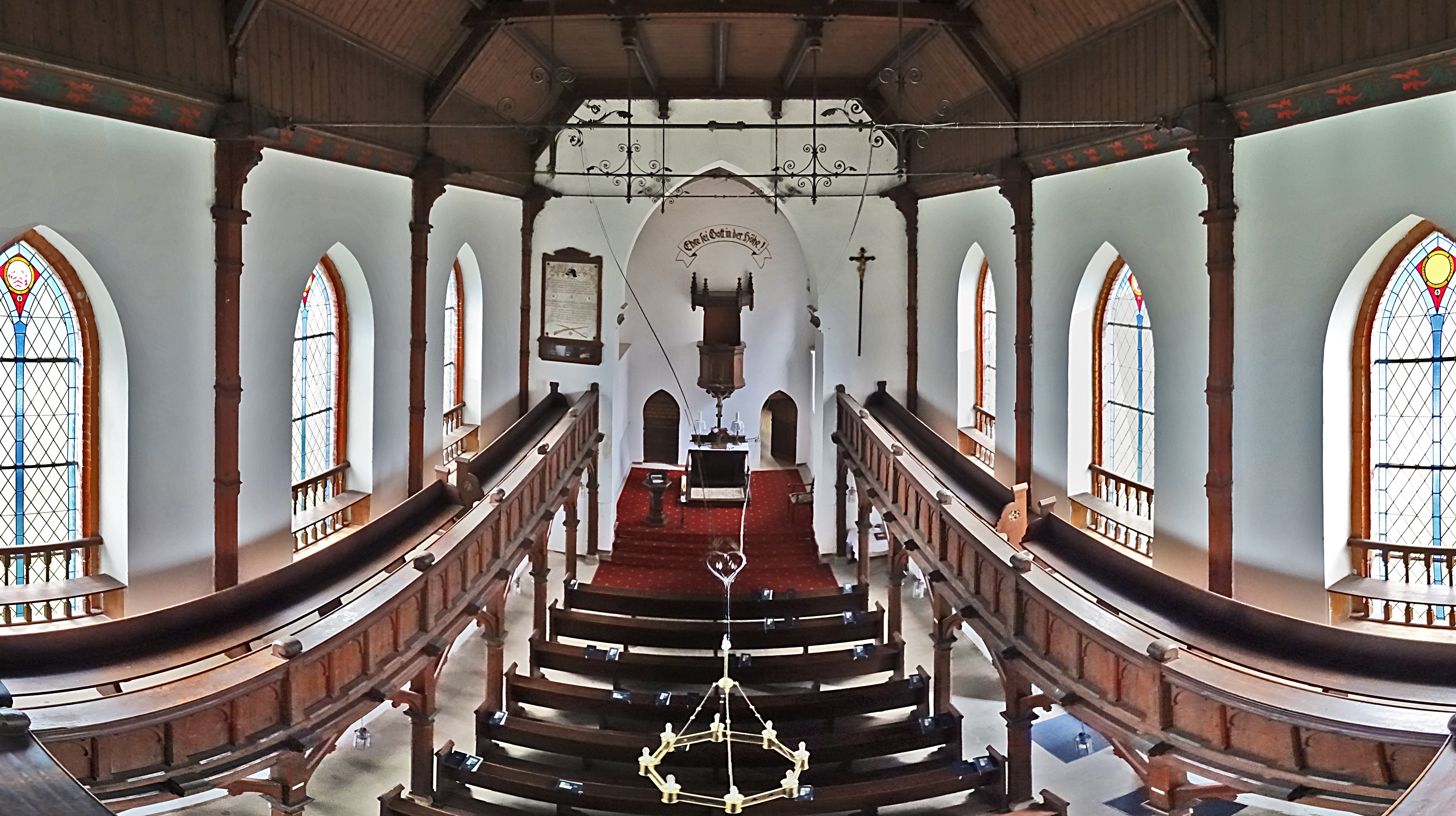
Innenansicht

Die evangelisch-lutherische denkmalgeschützte Dorfkirche Stobra steht in Stobra, einem Ortsteil der Stadt und Landgemeinde Bad Sulza im Landkreis Weimarer Land in Thüringen. Die Kirchengemeinde Stobra gehört zum Pfarrbereich Apolda III (KGV Schöten und KG Kapellendorf) im Kirchenkreis Apolda-Buttstädt der Evangelischen Kirche in Mitteldeutschland.

## Beschreibung

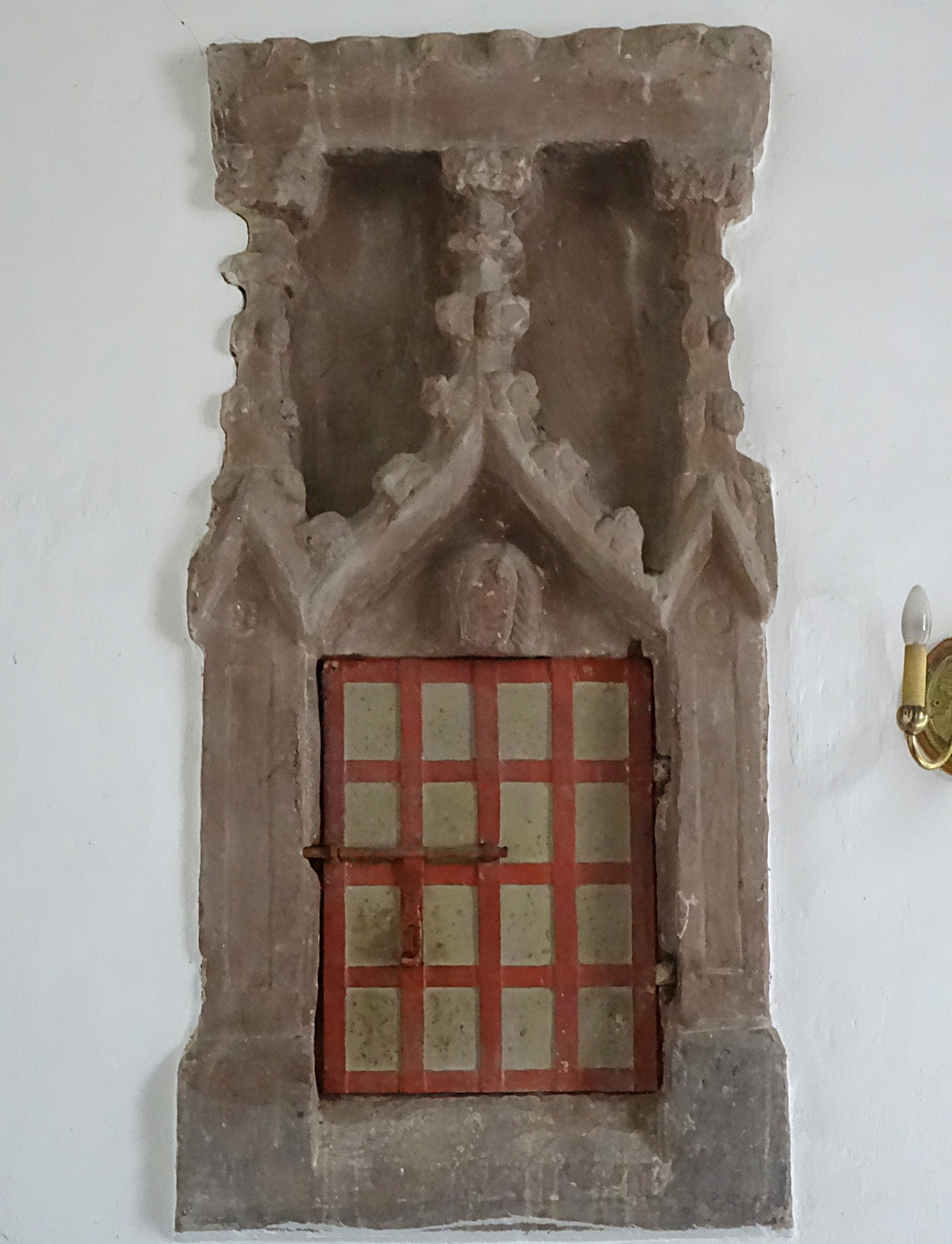
Sakramentsschrein

Die Saalkirche besteht aus einem 1886/1887 von Eduard Kurth aus Weimar neu errichteten neugotischen mit einem Satteldach bedeckten Kirchenschiff aus rotem Mauerziegeln und dem mittelalterlichen schmaleren Chorturm mit dem östlich angebauten rechteckigen, ebenfalls mit einem Satteldach bedeckten Chor von gleicher Breite, der beim Vorgängerbau das Kirchenschiff war. 
Vom im späten 19. Jahrhundert mit einem Kreuzrippengewölbe versehenen Chor wurde die Sakristei abgetrennt. In ihr befindet sich ein derbes spätgotisches Sakramentshaus. Die Sakristei ist mit einer Holzbalkendecke aus der 2. Hälfte des 17. Jahrhunderts überspannt, die eine florale Bemalung hat. Der Chorturm hat einen achtseitigen schiefergedeckten Aufsatz, in dem sich der Glockenstuhl befindet. In ihm läuten drei Glocken. Die mittlere ist ein Bronzeumguss mit der Nummer 14129 der Firma  Franz Schilling Söhne (Apolda). Es ist die „Heimkehrerglocke“, die 1948 gegossen wurde. Sie wird von zwei Eisenhartgüssen der Glockengießerfirma Schilling & Lattermann (Apolda und Mogenröthe) begleitet.

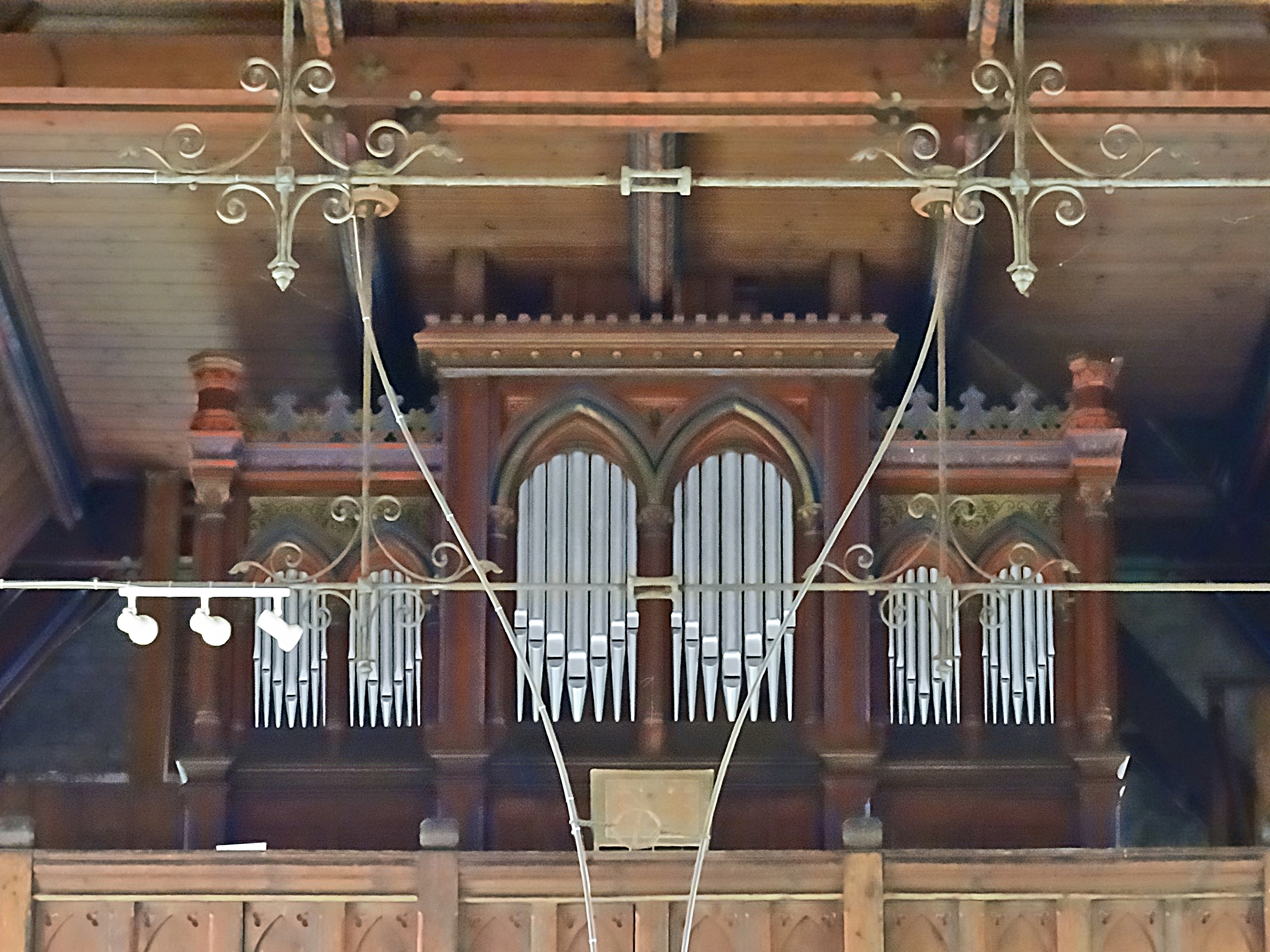
Die Orgel

Auf dem Chorturm sitzt eine Haube mit offener Laterne, die von einer Turmkugel mit Wetterfahne bekrönt ist. 
Das heutige Kirchenschiff hat dreiseitige Emporen. Die Orgel mit 14 Registern, verteilt auf zwei Manuale und Pedal, wurde 1890 von Hermann Kopp gebaut, 1989 von Orgelbau Schönefeld erweitert und 2005 von Hans-Jürgen Vogel restauriert.